# Oliver Twist (film 1909)
Oliver Twist è un cortometraggio muto del 1909 diretto da J. Stuart Blackton.
Negli anni precedenti al 1909, alcuni cortometraggi (Death of Nancy Sykes, 1897; Mr. Bumble the Beadle, 1898; A Modern Oliver Twist, 1906) si erano molto liberamente ispirati al racconto e ai personaggi di Charles Dickens. Questo è il primo film a seguirne interamente la trama. Secondo quelle che erano le convenzioni dell'epoca e la pratica stabilitasi nelle rappresentazioni teatrali dell'Ottocento, il ruolo (maschile) di protagonista fu affidato ad una giovane attrice Edith Storey, allora diciannovenne, con già esperienza in parti di bambino/a. Secondo quella che diventerà la norma in tutte le versioni cinematografiche dell'opera, per il ruolo di "Fagin" si opta invece fin da subito per un attore di grande peso ed esperienza (qui William Humphrey).
L'anno successivo (1910), un secondo cortometraggio sul racconto di Charles Dickens (L'enfance d'Oliver Twist) sarà prodotto in Francia dalla Pathé Frères per la regia di Camille de Morlhon.

## Trama
Trama di Moving Picture World synopsis in (EN)  su IMDb

## Produzione
Il film fu prodotto dalla Vitagraph Company of America.

## Distribuzione
Distribuito dalla Vitagraph Company of America, il film - un cortometraggio in una bobina - uscì nelle sale cinematografiche statunitensi il 1º maggio 1909.